# Ángel Cristo
Ángel Papadópoulos Dordid (Ayamonte, 17 de octubre de 1944-Alcorcón, 4 de mayo de 2010), más conocido como Ángel Cristo, fue un domador, artista circense, actor y empresario de nacionalidad española y griega, considerado como el más famoso domador de circo de España.

## Trayectoria
Hijo de la contorsionista malagueña Margarita Dordid, artísticamente "la pequeña Carolina" y del trapecista griego Christophoro "Cristo" Papadópoulos; así como primo de la trapecista Miss Mara. En su debut en Bilbao, el 20 de agosto de 1965, sufrió un accidente cuando el león King le hirió gravemente en el brazo y a pesar de estar sangrando siguió su actuación. Poco después, el 22 de septiembre tuvo un accidente en Valladolid, donde se repitió la situación. Ambos sucesos demostraron su valentía para el trabajo de domador.
En 1982 recibió la Medalla de Oro del Festival Internacional del Circo. Siguiendo los pasos de sus padres, fundó su propio circo, el Circo Ruso, que tras difíciles comienzos, llegó a ser el más importante de Europa.[cita requerida]
Trabajó con tigres, leones y elefantes. Cristo tuvo numerosos accidentes de trabajo a lo largo de su carrera, algunos de ellos de gravedad. En noviembre de 1980 fue atacado por uno de sus leones, de nombre Tarzán, que le produjo heridas en los hombros y en la axila derecha. De nuevo en 1982 fue atacado en varias ocasiones. En 1984, mientras actuaba en Valencia, resultó herido en la espalda, y en diciembre de 1988, esta vez en Barcelona, volvió a ser agredido por un león. Tuvo que ser hospitalizado por intoxicación en noviembre de 1986 tras incendiarse el Circo Ruso en San Sebastián.
El 29 de julio de 1990 sufrió en Lérida uno de los percances más graves de su carrera profesional, tres leones y un tigre se le abalanzaron y le produjeron heridas en el cuello, tronco y extremidades, así como fractura de seis costillas. Estos mismos animales le atacaron de nuevo en noviembre y una vez más tuvo que pasar por el quirófano. Este mismo año, fue objeto de denuncia en 1991 por supuesto maltrato a sus animales y en 1994, a raíz de la utilización de un bebé y dos niños en un número con elefantes, por esta última, Cristo fue condenado al pago de una multa de dos millones de pesetas.
El 20 de abril de 1995 ingresó de urgencia en el hospital gaditano de Puerto Real por ingestión de una importante cantidad de barbitúricos. Cristo pasaba en ese momento por un mal momento económico y sentimental, después de romper con su socia, la trapecista Angélica. Un mes después, el 16 de mayo fue de nuevo hospitalizado al resultar herido grave en un accidente de tráfico en Osuna.
Se vio envuelto en un nuevo escándalo en agosto de 1995, cuando presentó una denuncia contra un socio italiano al que acusó de agresión con arma blanca, a causa de diferencias de tipo económico. En 1998, su situación económica se agravó con el embargo de su circo y especialmente, en octubre de 2000, cuando la Comunidad de Madrid le impuso una multa de más de 2 000 euros por infracción de la Ley de Protección de Animales, y ese mismo año perdió la custodia de un tigre y cinco leones, y entre otros abandonos, al año siguiente dejó a su suerte a dos osos.
Para pedir tanto la devolución de su circo como de sus fieras, en junio de 2001 realizó una huelga de hambre de seis días en Madrid. Por su manifiesta depresión, en marzo de 2003 ingresó en la comunidad terapéutica Peniel, en Córdoba, para someterse a un tratamiento de rehabilitación. Dado de alta, en septiembre de 2004, entró de extrema gravedad en la Unidad de Cuidados Intensivos del Hospital Parc Taulí de Sabadell de Barcelona, tras ser intervenido de urgencia de una perforación duodenal severa. 
Sus últimos años los vivió trabajando en la empresa de espectáculo automovilístico Marcos César acción-motor, con sede en Linares, y sufriendo de espondilitis anquilosante. Vivió durante años en una caravana en esa localidad. El 3 de mayo de 2010, Cristo ingresó de urgencia en el Hospital Universitario de Alcorcón, donde falleció a consecuencia de un paro cardíaco a los 65 años, la madrugada del 4 de mayo a las 0:30 horas. Fue enterrado en el cementerio de la Almudena de Madrid.

## Vida privada
Cristo enviudó de su primera esposa, la trapecista Renata Tanton, quien falleció de cáncer en 1979, tras quince años de matrimonio. Luego, se casó en Valencia con la actriz y vedette Bárbara Rey, el 12 de enero de 1980, con quien tuvo dos hijos, Ángel (1981) y Sofía (1983). 
Mientras estuvieron juntos, y después de que Rey dejara su carrera como actriz y se dedicara a domar elefantes en su circo, realizaron el programa para Televisión Española, El circo de Bárbara Rey y Ángel Cristo.
Ambos se separaron de mutuo acuerdo en el verano de 1988. Desde entonces, la pareja protagonizó diversos incidentes en público de los que se hicieron eco los medios de comunicación. El consumo de drogas se asoció a su precario estado de salud los últimos años de su vida. Con este tipo de noticias, fue portada en la prensa del corazón en numerosas ocasiones a lo largo de los años 1980 y 90.
Terminado su matrimonio con Rey, mantuvo diversas relaciones; entre ellas, con la bilbaína Berta Cilleruelo, la trapecista checa Angélica y por último con su compañera de trabajo, Circe Roque.
En el año 2021 se anunció la realización de una serie para televisión sobre la vida y matrimonio de Bárbara Rey y Ángel Cristo, bajo la dirección de Daniel Écija. La serie Cristo y Rey, fue producida por Antena 3 y Atresplayer Premium, contó con Jaime Lorente como Cristo y con Belén Cuesta como Rey. Se estrenó el 15 de enero de 2023.

## Filmografía
- 1983 - El Cid cabreador.[29]